# Купеніно
Купеніно (пол. Kupienino, нім. Koppen) — село в Польщі, у гміні Свебодзін Свебодзінського повіту Любуського воєводства.
Населення — 262 особи (2011).
У 1975-1998 роках село належало до Зеленогурського воєводства.

## Демографія
Демографічна структура станом на 31 березня 2011 року:
|          | Загалом | Допрацездатний вік | Працездатний вік | Постпрацездатний вік |
| -------- | ------- | ------------------ | ---------------- | -------------------- |
| Чоловіки | 130     | 31                 | 89               | 10                   |
| Жінки    | 132     | 31                 | 76               | 25                   |
| Разом    | 262     | 62                 | 165              | 35                   |